# Hosszúság

Kilométer és mérföld skála

A hossz vagy hosszúság a távolsággal rokon kifejezés, hosszról inkább egy objektum lineáris méretével kapcsolatban, azaz annak két pontja közötti távolságként szoktunk beszélni, míg távolságról különböző objektumok közötti távolságként. A hossz emellett általában a két lehetséges vízszintes méret közül a hosszabbat jelenti, míg a rövidebbik a szélesség, a függőleges méret pedig a magasság.
A köznyelvben a hossz gyakran időtartamot is jelent, például egy előadás hosszát, vagy például az utazás hosszát is órákban és nem kilométerben mérjük inkább.

## Hosszmértékek
A hosszúságot nagyon sokféle hosszmérték mérheti, ezek közül az SI-egységeket kell előnyben részesíteni, néhány kivétellel.

### SI hosszmértékek
Az SI-mértékegységrendszer hosszmértéke a méter, amiből származtatható pl.:
- milliméter (a méter 1/1000-e)
- centiméter (a méter 1/100-a)
- deciméter (a méter 1/10-e)
- kilométer (1000 méter)

### Régi és angolszász hosszmértékek
- hüvelyk
- láb
- yard
- mérföld

### Csillagászati hosszmértékek
A csillagászat a megszokott hétköznapi egységeknél sokkal nagyobb egységeket használ:
- Csillagászati egység
- Fényév
- Parszek

### Mikroszkopikus hosszmértékek
Számos alkalmazásban nagyon kis egységeket használnak:
- Mikron
- Ångström
- Fermi

### Nyomdászati hosszmértékek
A nyomdászatban használják:
- Tipográfiai pont
- Cicero (12 tipográfiai pont)